# Jeanne Siméon
 (mai 2024).
Pour les articles homonymes, voir Siméon.
 (mai 2024).
Jeanne Siméon, née le 28 juillet 1952, est une femme politique seychelloise qui a occupé des postes d'importants gouvernements dans les Seychelles.

## Biographie
Jeanne Siméon est née le 28 juillet 1952. Elle a fait ses études à l'Université de York et à l'Université de Leeds. Après avoir travaillé comme enseignante, elle a été secrétaire principale de l'Éducation au ministère de l'Éducation.
En octobre 2016, Siméon a été nommé secrétaire adjoint aux affaires du cabinet au bureau du président. Le 15 mars 2017, elle a été nommée ministre du ministère des Affaires familiales nouvellement formé
,,.
Le 27 avril 2018, Siméon a été nommée ministre de l'habitat, des terres, des infrastructures et des transports terrestres, un poste qu'elle a occupé jusqu'au 3 novembre 2020,